# Tổng nha Nhân lực
Tổng nha Nhân lực là cơ quan trực thuộc Bộ Quốc phòng Việt Nam Cộng hòa. Tổng nha có trách vụ trong việc tuyển binh cho Quân lực Việt Nam Cộng hòa, trong đó bao gồm việc kiểm tra hạn tuổi quân dịch và quản lý Hồ sơ Quân bạ của tất cả quân nhân trong quân đội v.v...

## Lịch sử hình thành
Năm 1952, khi Bộ Tổng Tham mưu của Quân đội Quốc gia hình thành. Cũng trong thời điểm này bộ phận tuyển binh của Quân đội được tổ chức.
Việc tuyển binh do các Quân khu phụ trách, gồm có 5 Phòng tuyển binh. Ở Trung ương có Phòng tuyển binh Trung ương trực thuộc Nha Nhân viên Bộ Quốc phòng.
Năm 1964, phòng tuyển binh Trung ương tách khỏi Nha Nhân viên Bộ Quốc phòng để thành lập Nha Động viên trực thuộc Bộ Quốc phòng
Năm 1974, vì nhu cầu động viên quân dịch nên được đổi thành Tổng Nha nhân lực trực thuộc Bộ Quốc phòng.
Tại Trung ương có 2 Nha và 1 Sở:
1. Nha Động viên Quân dịch
2. Nha Trừ bị
3. Sở Hành chính

Tại Địa phương có 4 Sở Động viên tại 4 Quân khu. Mỗi Sở Động viên ở các Quân khu có các Phòng Động viên trực thuộc, đặt tại các Tiểu khu.
- Nhiệm vụ:

1. Kiểm tra những thanh niên sắp phải thi hành Nghĩa vụ Quân sự.
2. Gọi động viên từng đợt. Kịp thời theo lớp tuổi, theo bằng cấp. Tuỳ theo nhu cầu quân số do Bộ Tổng Tham mưu ấn định.
3. Gọi động viên những thanh niên hết thời kỳ hoãn dịch.
4. Quản lý các Hồ sơ những Quân nhân Trừ bị còn trong hạn tuổi Quân dịch. Các Công chức được động viên tại chỗ. Những thanh niên đang được hoãn dịch.
5. Triệu tập Uỷ ban cứu xét hoãn dịch, miễn dịch v.v...

## Chỉ huy trưởng qua từng thời kỳ
| Stt | Họ và tên                                       | Cấp bậc     | Chức vụ                                                | Tại chức                         | width= "26%"                                                                   |
| --- | ----------------------------------------------- | ----------- | ------------------------------------------------------ | -------------------------------- | ------------------------------------------------------------------------------ |
| 1   | Đinh Sơn Thung                                  | Trung tá    | Trưởng phòng tuyển binh                                | 1955 - 1961                      | Giải ngũ ở cấp Đại tá                                                          |
| 2   | Kỳ Quang Liêm Võ bị Đà Lạt K5                   | Trung tá    | Giám đốc Nha Động viên                                 | 1961 - 1964                      | Giải ngũ ở cấp Đại tá                                                          |
| 3   | Trần Văn Hổ (LQ) Võ bị Huế K2                   | Đại tá      | Giám đốc Nha Động viên                                 | 1964 - 1965                      | Giải ngũ cùng cấp                                                              |
| 4   | Lê Văn Nghiêm Võ bị Lục quân Pháp Khóa Đặc biệt | Trung tướng | Giám đốc Nha Động viên                                 | 11/1964 - 5/1965                 | Giải ngũ tháng 5 năm 1965                                                      |
| 5   | Trần Văn Vân Võ bị Địa phương Nam Việt Vũng Tàu | Thiếu tá    | Giám đốc Nha Động viên                                 | 5/1965 - 11/1965                 | Sau được cử đi làm Sĩ quan Tuỳ viên Quân sự tại Nam Hàn. Giải ngũ ở cấp Đại tá |
| 6   | Bùi Đình Đạm Võ bị Huế K1                       | Đại tá      | Giám đốc Nha Động viên Tổng Giám đốc Tổng Nha Nhân lực | 11/1965 - 1/1974 1/1974 - 4/1975 | Ở chức vụ này từ cấp Đại tá đến cấp Thiếu tướng                                |